# RMR-Wert
Der RMR-Wert oder RMR-Index (Rock Mass Rating) ist ein Klassifizierungssystem für Felsgestein. Er wurde 1972/1973 von Z. T. Bieniawski entwickelt. Das System wird in der Geotechnik beim Bau von Tunneln, Kavernen, Bergwerken, Böschungen, Fundamenten usw. angewandt, um die Qualität des Gesteins in Hinblick auf seine Stabilität zu bewerten. Der RMR-Wert kann aber nicht alle Fragen beantworten; er ist nur eine Abschätzung und Näherung.

## Definition
Die folgenden sechs Parameter werden benötigt, um ein Gebirge nach der RMR-Methode zu klassifizieren:
1. Gesteinsfestigkeit angegeben durch einaxiale Druckfestigkeit (UCS – Uniaxial Compressive Strength) oder als Punktlastindex (Point Load Strength Index)
2. RQD-Wert (Rock quality designation)
3. Abstand der Klüfte
4. Zustand der Klüfte
5. Gebirgswasserbedingungen
6. Orientierung der Klüfte

Jedem der sechs Parameter wird ein Wert zugeordnet, der den Gebirgseigenschaften entspricht. Die Gebirgseigenschaften beurteilt man mit Feldmessungen, wobei man Formblätter verwendet. Die sechs Parameter werden dann zu einer Summe aufsummiert; die Summe ist der RMR-Wert, der zwischen 0 und 100 liegt.

## Klassifikationstabelle
Die Gebirgsgüte wird nach dem RMR-Wert in eine von fünf Stufen (sehr gut bis sehr schlecht) eingeteilt.
| RMR    | Gebirgsqualität |
| ------ | --------------- |
| <20    | sehr schlecht   |
| 21–40  | schlecht        |
| 41–60  | mäßig           |
| 61–80  | gut             |
| 81–100 | sehr gut        |

Der RMR-Wert gilt immer für einen Gebirgsbereich mit mehr oder weniger gleichmäßigen Eigenschaften. Deshalb muss das Gebirge in solche Bereiche aufgeteilt werden. Die Grenzen solcher Bereiche können z. B. Störungen sein.

## Anwendung
Mit dem RMR-Wert kann man beispielsweise die notwendigen Abmessungen, Bauweisen oder Auffahrmethoden von Tunneln festlegen. Auch als Eingangsgröße für Expertensysteme ist er geeignet oder bei der Anwendung von Fuzzy-Methoden.
Andere Klassifizierungssysteme neben dem RMR-Wert sind:
1. Q-Wert nach Barton
2. MRMR-Wert nach Laubscher
3. RQD-Wert nach Deere
4. RSR-Wert nach Wickham